# وویسواویتسه (استان لوبلین)
وویسواویتسه (به لاتین: Wojsławice) یک روستا در لهستان است که در گمینا وویسواویتسه واقع شده‌است. وویسواویتسه ۱٬۶۰۰ نفر جمعیت دارد.